# TV Assembleia (Maranhão)
TV Assembleia é uma emissora de televisão brasileira sediada em São Luís, capital do estado do Maranhão. Opera no canal 17 da TVN e no canal 9.2 (51 UHF digital) do mux legislativo, e integra o sistema de comunicação da Assembleia Legislativa do Maranhão, transmitindo sessões plenárias, eventos culturais e programas educativos. Seus estúdios estão em um anexo do Palácio Manuel Beckman no Parque Estadual do Sítio do Rangedor, e seus transmissores estão na torre da TV Brasil Maranhão, no Bairro de Fátima.

## História
A TV Assembleia entrou no ar no dia 27 de janeiro de 2011, que nesse mesmo dia, passou ser disponível na operadora de TV a cabo em São Luís, a TVN, pelo canal 38 e pelo site da ALEMA.
No dia 15 de dezembro, o presidente da Câmara do Senado Federal, José Sarney (PMDB-AP) assinou acordo para a cooperação técnica entre a emissora maranhense e a TV Senado. Com isso, a TV Assembleia poderá ser captada apenas em sinal aberto de televisão digital. Além disso, a emissora retransmitirá as programações da TV Câmara, TV Senado e TV Câmara Municipal (de São Luís), utilizando o recurso da multiprogramação, disponível apenas na TV digital. O acordo prevê, também, a implantação de emissora de rádio.
Em 4 de julho de 2012, às 15h30 foi assinado o Protocolo de Intenções pelo senador José Sarney, o presidente da ALEMA, deputado Arnaldo Melo (PMDB-MA) e o diretor da Empresa Brasileira de Comunicação (EBC), Nelson Breve. A solenidade, na Presidência do Senado, contou com a presença do senador Epitácio Cafeteira (PTB-MA). Com isso, a ALEMA deu mais importante passo no protocolo assinado para iniciar parceria entre as Instituições no processo de concretização de transmissão da programação da emissora em sistema aberto e digital para São Luís e várias cidades do Estado, na qual permite a instalação conjunta das rádios e TVs Senado e Câmara. No protocolo, o Senado Federal vai adquirir equipamentos de transmissão e a cessão do canal 51 (digital), com a sub-canalização de quatro canais, o que fará com que a ALEMA crie a própria TV. Em contrapartida, ela assumirá a responsabilidade pela instalação e custeio da estação radiodifusora. Já a EBC cederá, sem qualquer ônus, o espaço para instalação dos equipamentos de transmissão da emissora.
Em 23 de junho de 2013, a emissora entrou no ar pelo Canal 51, apenas em canal digital.

## Programação
Até 2012, a emissora nunca disponibilizou sua grade de programação, tanto para os assinantes da TVN, quanto para quem acessa seu site. Ela limitava-se a dizer que sua programação é composta por:
- Transmissão das reuniões dos Deputados
- Produções Locais
- Produções Nacionais
- Sessões legislativas ordinárias e extraordinárias
- Trabalhos das comissões permanentes e especiais
- CPIs (Comissões Parlamentares de Inquérito)
- Documentários regionais

Depois das reformulações da programação, foi definida a seguinte programação:
- Portal da Assembleia (segundas às sextas das 08:30 às 09:15). Apresentação: Adalberto Melo e Cristiane Moraes.
- Sessão Plenária ao Vivo (segundas, às 16hs; terças às quintas, às 9:30; reprises, diariamente às 14hs).
- Parlamento Literário (programa de 5 minutos sobre literatura maranhense, mostrando vida e obra de escritores em entrevistas todos os dias durante, ao longo da programação). Apresentação: Rosalvo Júnior.
- Documento Especial (programas temáticos, desenvolvido a partir de documentários, ao longo da programação). Apresentação: Adalberto Melo. Reportagem: Cristiane Moraes.

## Mudança de canal em TV aberta
A partir de 29 de agosto, a TV Assembleia MA passará a ser sintonizada pelo canal digital 9.2, de acordo com publicação, em fevereiro, da Portaria 486/2020 do Ministério das Comunicações.